# アシュタール
アシュタール（Ashtar、またはアシュター・シーラン（Ashtar Sheran））は多くの人がチャネリングしたと主張する地球外生命体またはグループ。アシュタールのメッセージを初めて受け取ったのは1952年UFOコンタクティであるジョージ・ヴァン・タッセルと言われている。。アシュタールムーブメントは、UFO宗教の顕著な形として研究されている。

## ジョージ・ヴァン・タッセル
文化人類学者でありUFO宗教研究家であるデンズラーは、「長期的に見て、コンタクティ運動の伝播と普及において最も重要な人物だと言えるのはジョージ・ヴァン・タッセルである」と述べている。1947年にヴァン・タッセルは、モハーベ砂漠のそばのジャイアントロックに引っ越し、大きなUFOセンターを設立した 。
ヴァン・タッセルは、現代の宗教的UFO研究の創立の父の一人であり1940年代後半から1950年代初頭にかけてアメリカで最も有名なUFOグループを引率した。彼らのグループは、彼が引っ越したジャイアントロックのそばで組織したグループから発展している。グループはヒーリングアートを奨励したが、その主な焦点はUFOコンタクティにインタビューし、情報を集めることだった。彼らの活動はラジオやテレビで話題となり、1950年代にタッセルはコンタクティ経験の最も有名なプロモーターとしていくぶん有名になった。
1952年、タッセル自身が地球外生命体であり次元間的存在であるアシュタールからメッセージを受け取ったと主張した。タッセルによると、それは物理的な接触によるものではなく、テレパシーコミュニケーションを介したものだった。このアシュターと呼ばれる情報源は「空飛ぶ円盤時代の最初のメタフィジカルスーパースター」となった。タッセルはまた、聖書の内容を地球外生命体による介入と言う観点から解釈し、イエスは人類の進化を助けるために宇宙からやって来たと主張した。タッセルの主張では、ユニバーサルマインド（普遍／宇宙意識）と呼ぶ領域にアクセスすることで、亡くなった人間からもメッセージを受け取ることができる。
地球外生命体とのコミュニケーション方法は、一般に「チャネリング」と呼ばれる伝統的・宗教的な霊媒術を用いるが、彼の確立した方法はそれは異なり、ごく自然な人間の能力と進化したエイリアンテクノロジーの両方を用いる新しいコミュニケーションだと主張した。自分の使うメソッドがオカルト的、形而上学的でなく保たれるよう注意をしたが、同時に送られてくるメッセージに「共鳴」する必要があるとした。それが高次のテクノロジーであり、瞑想などのテクニックを通じて誰もが取得できるテクニックだとした。

## ジャイアントロック宇宙会議と黙示録的予言
ヴァン・タッセルはジャイアントロック付近に設立したコミュニティで毎週チャネリングセッションを開催し、そこで人々はタッセルを通じて、地球外生命体へへの質問と解答を経験することができた。こうした動きは、ジャイアントロック宇宙会議と呼ばれる大規模なイベントにつながり、1953年の春から少なくとも24年間は実施された。1959年に最大11,000人の人々がこの会議に出席し、宇宙から来たと主張するチャネリングメッセージを聞いた。有名なUFOコンタクティのほとんどは、スピーカーやチャネラーとしてこのイベントに参加した。これは当時としては画期的なイベントであり、宗教学者メルトンによると、1950年代ほぼすべてのコンタクティは、ヴァン・タッセルやガブリエル・グリーンのいずれかのグループに関わっていたと述べている。
1952年にヴァン・タッセルがアシュタールからメッセージを受け取るようになり、やがてその多くは黙示録的な要素を含むようになった。そしてそれは当時アメリカによって開発された水素爆弾に関する懸念によっていた。1952年7月18日、アシュタールはアシュタール銀河コマンドの司令官として太陽系に入り、惑星の破壊につながる水素爆弾の危険性を人類に警告するためにやって来ると主張した。メッセージは、銀河コマンドは、誤った原子力の使用によって地球を破壊しないよう人類を助けていると述べた。またヴァン・タッセルは、予定された次期爆弾テストの潜在的な悪影響についての警告を米国連邦政府に伝えるようアシュタールは希望していると主張した。にもかかわらず実験は行われ、何事もなかったが、これはアシュタールコマンドが地球をサポートし、爆弾実験によるダメージを回避したからだと主張した。

## アシュタールコマンド
ジャイアントロックでのチャネリングセッションは1950年代初頭まで続き、アシュタールの名は、多くの著名な初期のコンタクティとチャネラーに知られるようになった。1950年代のUFOマガジン "インタープラネタリーニューズダイジェストInterplanetary News Digest"の編集者であるロバート・ショート（別名ビル・ローズ）も、タッセルグループのメンバーだった。彼もアシュターからのメッセージを広めるようになると、タッセルはこれを嫌い、自分以外の受け取るアシュターからのメッセージは本物ではないとした。1955年までにショートはグループを離れ、「アシュタールコマンド」と呼ぶ彼自身のグループを始めた。
1950年代半ばまでには、アシュタールと人類の救助を準備する銀河法執行機関についての情報は、コンセプトとして確立されるようになった。のコンセプトは、確立され、この動きに同調するエソテリックなチャネラーもいた。中には宇宙船の地球着陸を予言する者もいた。
しかし時間が経ち、科学的知識が進歩するにつれて、これらの予言の失敗はアシュタールコマンドムーブメントの拡大に重大なダメージを与えた。グループには、そうした損害管理を引き受けることが出来る中心的な権威が存在しなかった。ロバート・ショートはアシュタールのメッセージを広めるために多くの時間を費やしていたが、彼は実質的リーダーでも唯一のメッセンジャーでもなかった。

## アシュタールムーブメントの由来
戦後アメリカを中心にUFO宗教と言われる一連のムーブメントが出現し、アシュタールコマンドは、アセンデッドマスターの宇宙人版として彼らと同列に見なされるようになった。しかし地球外生命体という考え方自体は決して新しいものではなく、神智学にも「地球外のマスター」という高位の存在が言及されていた。1888年、 ヘレナ・P・ブラヴァツキ―が出版した『シークレットドクトリン』の中に、既に「アシュタール」という言葉が出現するが、これはサンスクリット語の用語ashtar-vidyaへの言及であり、マハーバーラタに描かれた高度戦の技術を意味するものである。
宗教社会学者ヘランドによれば、ヴァン・タッセルを通じて1952年に伝えられたアシュタールからの最初のメッセージはスピリチュアルなものではなく、「地球外生物と人類の初期のコンタクトについての説明」であり、人類の科学的発展において秘密裏になされていた地球外生命体の介入に焦点を当てたものだった。しかし1950年代から1960年代にかけて、多くのスピリチュアリストがアシュタールとのコンタクト体験を主張するようになり、アセンデッドマスターの中でより大きな役割を果たすようになっていった。

## アシュタールムーブメント
アシュタールコマンドは、1950年代～1990年代半ばまで間、中心となる権威を持たなかった。拡散したニューエイジ・スピリチュアル思想の共通財産として、アシュタールのメッセンジャーも様々に存在した。
宗教運動学者のGrunschlossは、アシュタールコマンドを、大まかに組織されたいくつかのグループからなる世界的なネットワークと呼び、アシュタールのチャネリングメッセージをカーゴ・カルトに近いと述べている。アシュタールとその信者によれば、人類の霊的進化は、エイリアンの新しいテクノロジーや環境的に無害なエネルギーの融合によって達成されるものであり、それによって千年王国に至ることができるからである。千年王国の到来は、アシュタールの宇宙船団が地球に到着することが重要な要素となっていたが、その到着の予言が失敗を繰り返すと、教義はよりスピリチュアル色を強める内容に修正された。

### アシュタールを名乗る海賊放送事件
1977年11月26日、イギリスのサザンテレビジョン放送局のニュース番組が放送中に中断した。その際、画面が切り替わり、アシュタールコマンドのヴリロンだと称する声が放送を乗っ取って、約５分間にわたって人類へのメッセージを伝えるという放送事故があった。

## 1990年代半ば以降の動向
1990年代半ば以降から現在に至るまで、アシュタールチャネリンググループの中には、そのメッセージを広めるための手段としてインターネットを用いるようになった。それによって運動の中心となる権威を作り、拡散されている様々な情報源を統一しようという試みだったが、メンバーシップを募ったため、より宗教的な趣を深める結果となった。
これによってアシュタールコマンドは矛盾する教えを単一の世界観に統一し、過去に失敗した予言というネガティブな歴史を処理することが出来た。アシュタールをチャネラーの中には、地球の破壊、陰謀、ETの大量避難など、恐怖を煽るメッセージを説く人もいたが、アシュタールコマンドは彼らのメッセージを無効だと宣言した。これらのチャネラーは、アシュタールコマンドに謀反を企てるネガティブな宇宙人によって騙され、「地球に近いより低い平面」で活動しているのだと主張した。
最も重要なのは、新しく統一したアシュタールコマンドの教えにおいて、今後、新しいチャネラーのメッセージは、それが魂のレベルで受け取ったものでない限り、認められないとした。
また教えの中で、第三次世界大戦や「天体物理学的大惨事」のような深刻な問題がない限り、地球の近くに常にあると信じられている何百万という宇宙船が惑星の表面に干渉することは決してないと主張した。宗教運動学者へランドは、こうしたグループは「著しく精神的に焦点を絞っており、地球外宇宙船や訪問者にあまり関心がない」と述べている。
1994年に独特の構成要素であるパイオニア航海がAshtarの世界観に組み込まれたことを除いて、彼は新しいAshtar Commandを他の神学的に影響されたグループとほとんど区別しないと述べている。

## パイオニア航海
1994年に、アシュタールコマンドのグループのメンバーの中で、特殊な体験をしたと話すものがいた。彼らはこれを「リフトオフ(打ち上げ）体験」と呼んだ。グループのメンバーとネットワークを介してコミュニケーションしている間に、ある一人のメンバーが惑星を一周する「光の船」に乗った感覚を体験したと言うのだ。「（アシュタールの）銀河第五艦隊は、人間の意識やエーテル体を物理次元から上昇させ、光の船に移転するために、バイブレーション移動の方法を用いた」と話した。
この話はグループ中に広まり、1994年12月には250人を超える人々が参加し「アシュタールコマンド船へのポータルを永遠に開くため」のイベントを開催した。参加するためには、8段階の手順を踏んでバイブレーションを上昇させた上で、瞑想に臨む。アシュタール船への「処女航海」は、瞑想の間中に起こるとされていた。参加したメンバーの中には、かつての宇宙船で過ごした頃の記憶を取り戻したと主張する者もいた。
宗教運動学者のへランドはこうした動きを、教義の複雑さが増しているにもかかわらず、アシュタールコマンドメンバーの主張や体験におけるテーマは一貫していると述べている。「リフトオフ」の目的は個人の、ひいては人類のアセンションのためにあり、アシュタールの率いるガーディアン船によって地球の周りに作られた電子グリッドがそれをサポートすると考える点である。

## 信憑性
1952年11月の水爆実験に際して、ヴァン・タッセルは「水素原子によって地球上の生命が破壊されるだろう」というメッセージを伝えていた。しかしそのような影響はなかったため、この予言は失敗だと指摘される。しかし、同じメッセージはまたアシュターが惑星の破壊を止めるために介入していたことを述べた。爆発による損傷を回復するために、宇宙艦隊によって様々な行動が取られたと主張した。
ヴァン・タッセルによるアシュタール紹介の後、その名前が有名になると、他のチャネラーもアシュタールとの接触を主張し始めた。へランドによると、数十人がアシュタールのメッセージをチャネリングしており、その中で矛盾する内容を提示しだした。彼らの中には高度に進化した文明を持つアシュタールの船が地球に着陸するというメッセージを伝える者もいたが、実現しなかった。
へランド曰く、アシュタール信仰は、地球外生命体の有名人に対する信仰に基づいており、そのような存在がいるという信念は、個々のメッセージよりも強い。時代によってメッセージの傾向が変化するのは、予言の失敗によるものと思われ、アシュタールも物理的な宇宙艦隊によって世界の終わりを救済する守護者というテーマから、スピリチュアルの進化を助ける神智学のアセンデッドマスターの役割へとフォーカスがシフトしてきている。アシュタール信仰は、IAM運動とUFO体験の折衷主義であり、UFO体験をスピリチュアルの発達の自然なプロセスと信じている。